# La Cabrentà
La Cabrentà és un Paratge Natural Municipal del municipi d'Estubeny (La Costera). Declarat per Acord de la Generalitat Valenciana el 2 d'abril de 2004.
Aquest xicotet enclavament destaca fonamentalment per la gran rellevància botànica que atresora. Entre la vegetació present a la zona podem assenyalar, en primer lloc per la importància i escassa distribució al País Valencià, els bosquets de llorer amb lledoner, on s'intercalen altres espècies com l'aladern, l'heura o l'arítjol; la conjunció de totes aquestes espècies forma una agrupació característica d'un clima molt semblant al subtropical. Aquesta associació entre el llorer i el lledoner s'observa molt dispersa i, en la majoria de casos, cultivada, es troba a La Cabrentà en estat natural; per això és tan necessària la seua conservació i propagació.
Junt amb aquestes espècies hi apareix també el magraner, arbre de gran valor paisatgístic per a aquest paratge que varia en la coloració al llarg de l'any i passa del rogenc ataronjat de la tardor al vermell encès que destil·len les seues grans flors durant el mes de juny. La garrofera i la figuera, juntament amb algun margalló, són també habituals del lloc. Finalment, apareix un estrat lianoide, associat a parets, murs i troncs d'arbres. En aquest estrat hi apareixen plantes trepadores com la rogeta o l'heura.
D'una altra banda, l'alternança de grans valls i pics ha provocat l'aïllament de plantes la capacitat de dispersió de les quals no assoleix grans distàncies. D'aquesta manera, en les comunitats més abundants, com ara els matolls, es concentra un elevat nombre d'endemismes que pertanyen al gènere Thymus (farigola i marduix), Satureja (sajolida) o Sideritis (cua de gat).
A més de la seva importància botànica és destacable la singularitat dels seus afloraments litològics de travertins i tobes, amb estalactites, estalagmites i columnes.